# تعطیلات عمومی در سوریه
تعطیلات عمومی در سوریه (به عربی: العطل الرسمية في سورية)
جدول پایین بیانگر تعطیلات عمومی در سوریه است.
| تاریخ                                                               | مناسبت                     | توضیحات |
| تعطیلات عمومی با تاریخ ثابت                                         |                            | |
| ۱ ژانویه                                                            | روز نخست سال میلادی        | |
| ۸ مارس                                                              | عید انقلاب                 | سالگرد به قدرت رسید حزب عربی سوسیالیستی بعث در سوریه.                                                                              |
| ۲۱ مارس                                                             | روز مادر                   | روز گرامی‌داشت مادر و نقش آن در سازندگی اجتماع.                                                                                     |
| ۱۷ آوریل                                                            | عيد الجلاء                 | جلاء به فارسی به معنی خارج شدن است، در این روز فرانسه ارتش خود را از سوریه بیرون می‌کشد تا سوریه به استقلال از استعمار فرانسه برسد. |
| ۱ مه                                                                | روز جهانی کارگر            | روز انسجام با کارگران |
| ۶ مه                                                                | روز شهدا                   | گرامی‌داشت کسانی که جان خود را در راه وطن سوریه از دست دادند.                                                                       |
| ۶ اکتبر                                                             | سالگرد جنگ یوم کیپور       | سالگرد پیروزی سوریه در جنگ یوم کیپور و بازپس گیری قنیطره.                                                                          |
| ۲۵ دسامبر                                                           | کریسمس                     | سالروز تولد عیسی مسیح. |
| عیدهای تعطیل با تاریخ غیر ثابت                                      |                            | |
| ۱ محرم (گاه‌شماری هجری قمری)                                         | گاه‌شماری هجری قمری         | روز نخست گاه‌شماری هجری قمری. |
| ۱۲ ربیع‌الاول (گاه‌شماری هجری قمری)                                   | میلاد پیامبر               | تولد محمد، پیامبر مسلمانان. |
| ۱ شوال و ۲ شوال و۳ شوال (گاه‌شماری هجری قمری)                        | عید فطر                    | پایان رمضان. |
| ۱۰ ذی‌الحجه و۱۱ ذی‌الحجه و۱۲ ذی‌الحجه و۱۳ ذی‌الحجه (گاه‌شماری هجری قمری) | عید قربان                  | عید قربان، رسمی در انجام حج. |
| در ماه مارس یا آوریل                                                | عید پاک                    | |
| درماه مارس یا آوریل                                                 | عید پاک                    | |
| پنجشنبه سوم از مارس                                                 | روز معلم                   | قدردانی از تشلاش‌های معلامان در اجتماع.                                                                                             |
| جشن‌هایی که بدون تعطیلی برپا می‌شود                                   |                            | |
| ۱ مارس                                                              | روز زبان عربی              | تأکید بر جایگاه زبان عربی. |
| ۱ اوت                                                               | روز ارتش                   | قدردانی از تلاش‌های ارتش. |
| ۱۶ نوامبر                                                           | یادآوری خیزش اصلاح گرایانه | یادآوری به قدرت رسیدن حافظ اسد در سوریه. (حرکة تصحیحیه)                                                                            |
| ۲۹ دسامبر                                                           | روز درختکاری               | قدردانی از کشاورزان و نشان دادن اهمیت محیط زیست و حفاظت از آن.                                                                     |